# Wings/Konzerte und Tourneen
Die folgende Auflistung behandelt Liveauftritte der Musikgruppe Wings von 1972 bis 1979. Als Quelle dient vor allem das Buch von Chip Madinger, Mark Easter: Eight Arms to Hold You. The Solo Compendium. sowie die offizielle Website von Paul McCartney. Nicht aufgeführt werden Fernsehauftritte. Von den Wings gibt es mit Wings over America ein vollständiges Livealbum, das während ihres Bestehens veröffentlicht wurde, weiterhin wurde im März 1981 auf der Doppel-Vinyl-LP Concert for the People of Kampuchea sechs Livelieder der Wings veröffentlicht. Weitere Liveaufnahmen erschienen im Rahmen der Paul McCartney Archive Collection.
Konzerte der Wings, die auf Bootlegs erschienen sind, werden beim jeweiligen Auftrittsort erwähnt, Quelle ist wiederum das Buch Chip Madinger, Mark Easter: Eight Arms to Hold You. The Solo Compendium.

## Wings University Tour

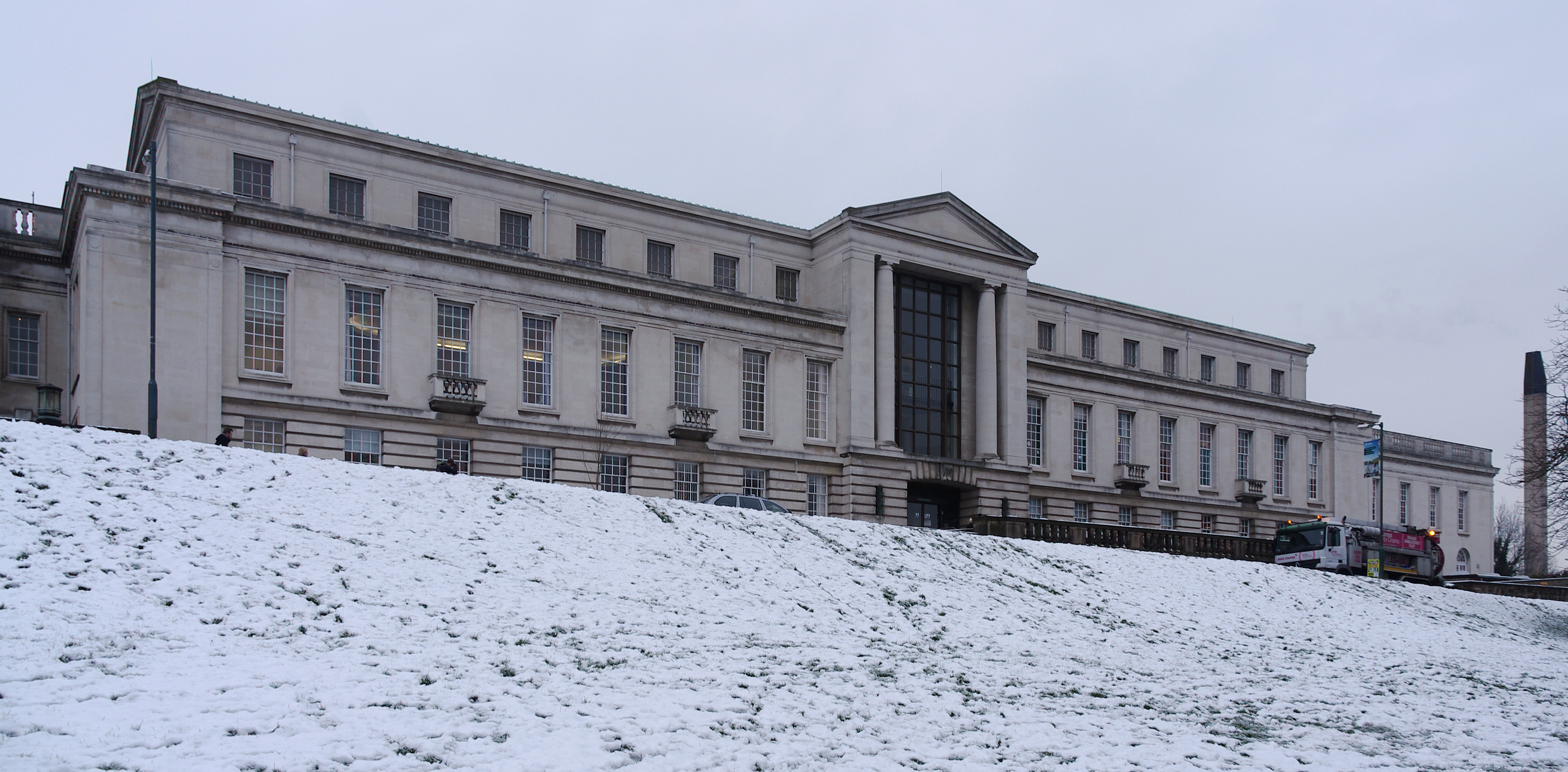
Portland Building der University of Nottingham, wo das erste Konzert der Wings stattfand

### Besetzung
- Paul McCartney: Gesang, E-Bass
- Linda McCartney: Keyboard, Gesang
- Denny Laine: E-Gitarre, Gesang
- Henry McCullough: E-Gitarre, Gesang
- Denny Seiwell: Schlagzeug

### Erläuterungen
Paul McCartney hatte die Wings gegründet, um eine Band zu haben, mit der er auf Tour gehen konnte. In den letzten Jahren der Beatles, insbesondere während der Get Back-Sessions, hatte er vorgeschlagen, dass sie zu Live-Auftritten zurückkehren sollten, indem sie unangekündigt in Pubs auftauchten und für die Gäste spielten. Die Idee wurde von den anderen Beatles nie ernsthaft in Betracht gezogen. Vom 2. bis 7. Februar 1972 probte Wings im Londoner Institute of Contemporary Arts (ICA) für die Tournee.
Die Wings University Tour war die erste Konzerttournee nach der Gründung der Band und der ersten Veröffentlichung des Albums Wild Life. Im Februar 1972 gaben die Wings elf Konzerte in britischen Universitäten, teilweise vor nur einer geringen Zahl von Zuschauern; so waren in Newcastle 400 und in Birmingham 750 Zuhörer anwesend. Das erste Konzert fand im Portland Building der University of Nottingham statt, ohne dass Paul McCartney auf den Plakaten besonders angekündigt wurde. Die erste Station der Band, Ashby-de-la-Zouch, hatte keinen geeigneten Veranstaltungsort, also zog die Band weiter in das nahegelegene Nottingham. Der Eintritt für die erste Show, die um 12 Uhr mittags im Portland Building Ballroom stattfand, kostete 40 Pence, wobei der Erlös zu gleichen Teilen unter den Bandmitgliedern aufgeteilt wurde. In Hull sprach sich das schnell herum, und eine volle Halle mit etwa 800 Menschen hieß die Wings für 50 Pence pro Kopf willkommen.

### Setliste
Die Setlist für die Konzerte variierte. Nur zwei Publikumsaufnahmen wurden auf Bootlegs veröffentlicht, obwohl alle Konzerte von der Band aufgezeichnet worden waren. Die Setliste stammt von der offiziellen Webseite von Paul McCartney.
1. Lucille
2. Give Ireland Back to the Irish
3. Blue Moon of Kentucky
4. Seaside Woman
gesungen von Linda McCartney
5. Thank You Darling
6. Some People Never Know
7. The Mess
8. Bip Bop
9. Say Darling
10. Smile Away
11. My Love
12. Henry’s Blues
gesungen von Henry McCullough
13. Wild Life
14. Long Tall Sally

### Konzerte
| Datum                                                    | Stadt               | Land    | Auftrittsort             |
| -------------------------------------------------------- | ------------------- | ------- | ------------------------ |
| 9. Februar 1972 (wurde auf Audiobootleg veröffentlicht)  | Nottingham          | England | University of Nottingham |
| 10. Februar 1972                                         | York                | England | University of York       |
| 11. Februar 1972 (wurde auf Audiobootleg veröffentlicht) | Kingston upon Hull  | England | Hull University          |
| 13. Februar 1972                                         | Newcastle upon Tyne | England | Havelock Hall            |
| 14. Februar 1972                                         | Lancaster           | England | Lancaster University     |
| 16. Februar 1972                                         | Leeds               | England | Leeds Town Hall          |
| 17. Februar 1972                                         | Sheffield           | England | Sheffield University     |
| 18. Februar 1972                                         | Salford             | England | Salford University       |
| 21. Februar 1972                                         | Birmingham          | England | Deb Hall                 |
| 22. Februar 1972                                         | Swansea             | Wales   | Swansea University       |
| 23. Februar 1972                                         | Oxford              | England | Oxford University        |

## Wings Over Europe Tour

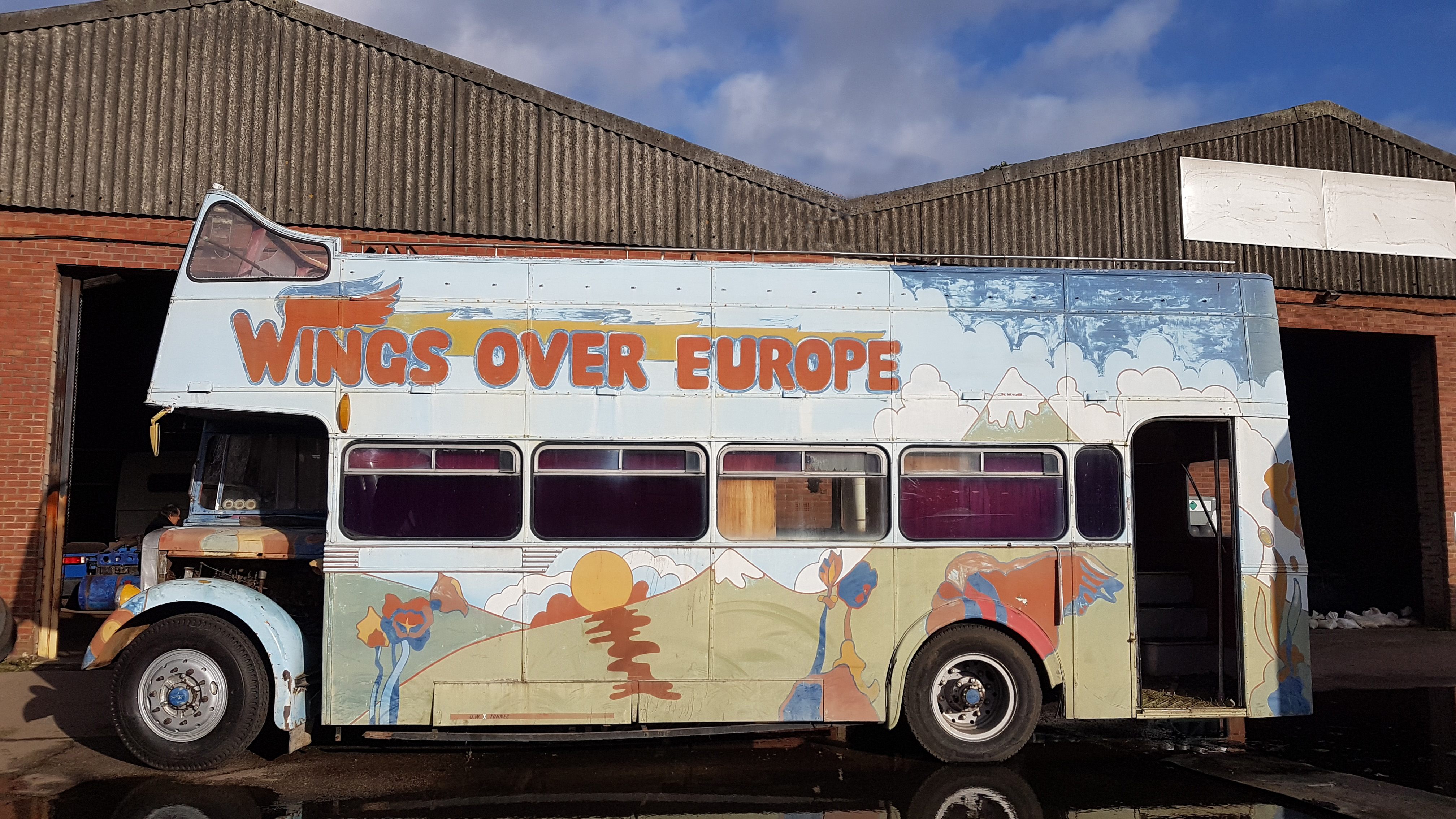
Tourbus der Wings, 1972

Wings in Montreux, 22. Juli 1972

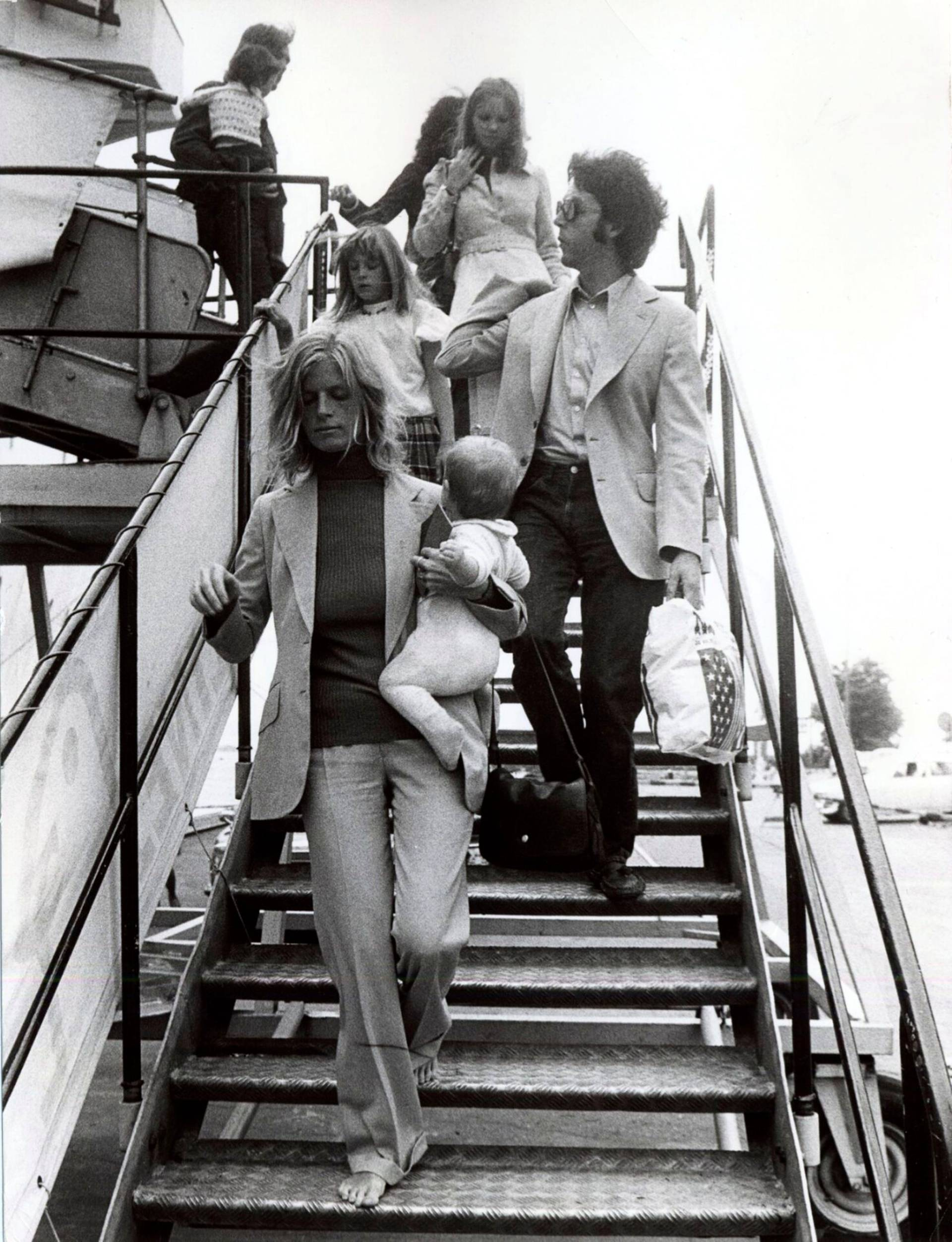
Wings kommen in Helsinki an, Finnland, 4. August 1972

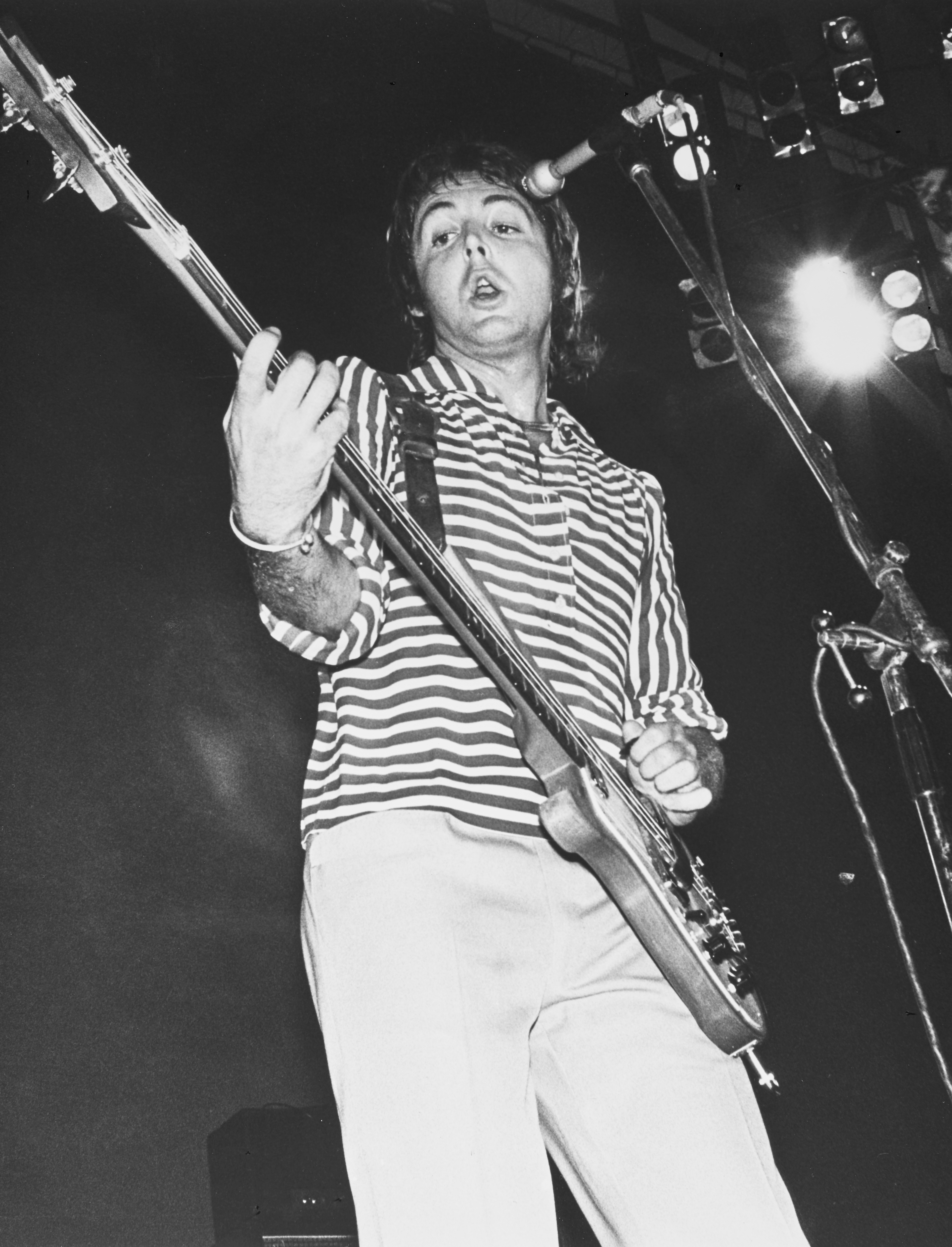
Live in Turku, Finnland, 5. August 1972

### Besetzung
- Paul McCartney: Gesang, E-Bass
- Linda McCartney:Keyboard, Gesang
- Denny Laine:E-Gitarre, Gesang
- Henry McCullough: E-Gitarre, Gesang
- Denny Seiwell: Schlagzeug

### Erläuterungen
Im Sommer 1972 begaben sich die Wings mit den McCartney-Kindern und ihrer Road-Crew mit einem Doppeldeckerbus mit offenem Verdeck auf die Europatournee Wings Over Europe.  Die Tour verlief weitgehend ohne Zwischenfälle, aber am 10. August wurden Paul und Linda McCartney in Göteborg, Schweden, wegen des Besitzes von Marihuana zu einer Geldstrafe von 1.200 US-Dollar verurteilt. Paul scherzte, dass der Vorfall „eine gute Werbung“ für die Tour machen würde, in Kommentaren, die damals um die Welt gingen, z. B. Miami Herald, 12. August 1972 und der Daily Telegraph, 12. August 1972, zitierte „ein Mitglied der Gruppe“ mit den Worten, dies sei eine „ausgezeichnete Werbung ... Unser Name fliegt nun über die ganze Welt.“
Die Tour sollte die aktuellen Singles Give Ireland Back to the Irish und Mary Had a Little Lamb promoten sowie Live-Aufnahmen vorstellen, die auf einem zukünftigen Album enthalten sein sollten. Das zweite Ziel wurde nicht zeitnah verwirklicht, da das Album Red Rose Speedway erst im Frühjahr des nächsten Jahres veröffentlicht wurde. Die Liveversion von The Mess, am 21. August in Den Haag aufgenommen, wurde offiziell veröffentlicht, als B-Seite der Single My Love. Im Jahr 2012 wurde ein in Groningen aufgenommener Live-Track bestehend aus Eat at Home und Smile Away als iTunes-Exklusivtitel zur Neuauflage von Paul und Linda McCartneys Ram veröffentlicht.
Erst 2018 erschien das neu zusammengestellte Live-Album Wings Over Europe unter anderen mit 18 Liveliedern aus 1972 in der limitierten Auflage Wings 1971-73 in der Paul McCartney Archive Collection, während Best Friend und 1882 auch als Teil der 2018er Red Rose Speedway-Neuauflage veröffentlicht wurden.

### Setliste
Die Setliste stammt von der offiziellen Webseite von Paul McCartney.
1. Bip Bop
2. Smile Away
3. Mumbo
4. Give Ireland Back to the Irish
5. 1882
6. I Would Only Smile
gesungen von Denny Laine
7. Blue Moon of Kentucky
8. The Mess
9. Best Friend
10. Soily
11. I Am Your Singer
12. Say You Don't Mind
gesungen von Denny Laine
13. Henry's Blues
gesungen von Henry McCullough
14. Seaside Woman
gesungen von Linda McCartney
15. My Love
16. Mary Had a Little Lamb
17. Maybe I'm Amazed
18. Wild Life
19. Hi Hi Hi
20. Long Tall Sally

Bei einigen Konzerten wurde statt Bip Bop, Eat at Home gespielt.

### Konzerte
| Datum                                                             | Stadt             | Land        | Auftrittsort                                    |
| ----------------------------------------------------------------- | ----------------- | ----------- | ----------------------------------------------- |
| 9. Juli 1972                                                      | Ollioules         | Frankreich  | Centre Culturel de Châteauvallon                |
| 12. Juli 1972                                                     | Juan-les-Pins     | Frankreich  | Le Théâtre de la Mer Jean Marais                |
| 13. Juli 1972                                                     | Arles             | Frankreich  | Théâtre Antique                                 |
| 16. Juli 1972                                                     | Paris             | Frankreich  | L'Olympia Bruno Coquatrix                       |
| 18. Juli 1972                                                     | München           | Deutschland | Circus Krone                                    |
| 19. Juli 1972 (wurde auf Audiobootleg veröffentlicht)             | Offenbach am Main | Deutschland | Stadthalle Offenbach                            |
| 21. Juli 1972                                                     | Zürich            | Schweiz     | Tonhalle                                        |
| 22. Juli 1972 (wurde auf Audiobootleg veröffentlicht)             | Montreux          | Schweiz     | Pavillon Montreux                               |
| 1. August 1972                                                    | Kopenhagen        | Dänemark    | K.B. Hallen                                     |
| 4. August 1972                                                    | Helsinki          | Finnland    | Messuhalli                                      |
| 5. August 1972                                                    | Turku             | Finnland    | Kupittaa Sports Hall                            |
| 7. August 1972                                                    | Stockholm         | Schweden    | Gröna Lund                                      |
| 8. August 1972                                                    | Örebro            | Schweden    | Idrottshuset                                    |
| 9. August 1972                                                    | Oslo              | Norwegen    | Njårdhallen                                     |
| 10. August 1972                                                   | Göteborg          | Schweden    | Scandinavium                                    |
| 11. August 1972                                                   | Lund              | Schweden    | Olympen (wurde auf Audiobootleg veröffentlicht) |
| 12. August 1972                                                   | Odense            | Dänemark    | Fyns Forum                                      |
| 14. August 1972 (wurde auf Audiobootleg veröffentlicht)           | Aarhus            | Dänemark    | Vejlby-Risskov Hallen                           |
| 16. August 1972                                                   | Düsseldorf        | Deutschland | Rheinhalle                                      |
| 17. August 1972 (wurde teilweise auf Audiobootleg veröffentlicht) | Rotterdam         | Niederlande | De Doelen                                       |
| 19. August 1972 (wurde teilweise auf Audiobootleg veröffentlicht) | Groningen         | Niederlande | Evenementenhal Martinihal                       |
| 20. August 1972                                                   | Amsterdam         | Niederlande | Concertgebouw                                   |
| 21. August 1972 (wurde teilweise auf Audiobootleg veröffentlicht) | Den Haag          | Niederlande | Nederlands Congresgebouw                        |
| 22. August 1972 (wurde teilweise auf Audiobootleg veröffentlicht) | Antwerpen         | Belgien     | Kinema Roma                                     |
| 24. August 1972                                                   | Berlin            | Deutschland | Deutschlandhalle                                |

## Wings 1973 UK Tour

### Besetzung
- Paul McCartney: Gesang, E-Bass
- Linda McCartney: Keyboard, Gesang
- Denny Laine: E-Gitarre, Gesang
- Henry McCullough: E-Gitarre, Gesang
- Denny Seiwell: Schlagzeug

### Erläuterungen
Im Frühjahr und Frühsommer 1973 trat Paul McCartneys Band Wings auf einer Konzerttournee durch zwölf Städte des Vereinigten Königreichs auf. Die Tour diente dazu, das neueste Album der Band, Red Rose Speedway, sowie die Single Live and Let Die aus dem gleichnamigen James-Bond-Film zu promoten. Dies war die bisher größte Tour für Wings. Anders als bei den Überraschungsauftritten der Wings University Tour im Vorjahr und der spontanen Art der Nachfolgetour Wings Over Europe Tour wurde hier die Tour eher normal angekündigt und die Fans konnten bereits im Vorfeld Tickets kaufen. Wie McCartney zu dieser Zeit bei den Wings praktizierte, erhielten die drei Nicht-McCartney-Bandmitglieder keinen Anteil an den Einnahmen, sondern erhielten eine Pauschale von 70 Pfund pro Woche, mit einem Bonus von 1000 Pfund am Ende der Tour. Der Support-Act für die gesamte Tour war die Pub-Rock-Band Brinsley Schwarz. Paul und Linda baten sie, bei der Tour mitzumachen, nachdem sie sie ein paar Wochen zuvor bei der Premiere des Londoner Hard Rock Cafe gesehen hatten. In 2018 erschien das neu zusammengestellte Live-Album Wings Over Europe mit zwei Liveliedern aus 1973 in der limitierten Auflage Wings 1971-73 in der Paul McCartney Archive Collection.

### Setliste
Die Setliste stammt von der offiziellen Webseite von Paul McCartney.
1. Soily
2. Big Barn Bed
3. When The Night
4. Wild Life
5. Seaside Woman
gesungen von Linda McCartney
6. Little Woman Love
7. C Moon
8. Live and Let Die
9. Maybe I’m Amazed
10. My Love
11. Go Now
gesungen von Denny Laine
12. Say You don't mind
gesungen von Denny Laine
13. The Mess
14. Hi Hi Hi
15. Long Tall Sally

### Konzerte
| Datum                                                 | Stadt               | Land       | Auftrittsort                            |
| ----------------------------------------------------- | ------------------- | ---------- | --------------------------------------- |
| 11. Mai 1973                                          | Bristol             | England    | Bristol Hippodrome                      |
| 12. Mai 1973 (wurde auf Audiobootleg veröffentlicht)  | Oxford              | England    | New Theatre Oxford                      |
| 13. Mai 1973                                          | Cardiff             | Wales      | Capitol Theatre                         |
| 15. Mai 1973                                          | Bournemouth         | England    | Bournemouth Winter Gardens              |
| 16. Mai 1973                                          | Manchester          | England    | Hardrock Concert Theatre                |
| 17. Mai 1973                                          | Manchester          | England    | Hardrock Concert Theatre                |
| 18. Mai 1973                                          | Liverpool           | England    | Liverpool Empire Theatre Zwei Auftritte |
| 19. Mai 1973 (wurde auf Audiobootleg veröffentlicht)  | Leeds               | England    | University of Leeds Refectory           |
| 21. Mai 1973                                          | Preston             | England    | Preston Guild Hall                      |
| 22. Mai 1973                                          | Newcastle upon Tyne | England    | Newcastle Odeon                         |
| 23. Mai 1973 (wurde auf Audiobootleg veröffentlicht)  | Edinburgh           | Schottland | Odeon Cinema Zwei Auftritte             |
| 24. Mai 1973                                          | Glasgow             | Schottland | Green's Playhouse                       |
| 25. Mai 1973                                          | London              | England    | Hammersmith Odeon                       |
| 26. Mai 1973                                          | London              | England    | Hammersmith Odeon                       |
| 27. Mai 1973                                          | London              | England    | Hammersmith Odeon                       |
| 4. Juli 1973                                          | Sheffield           | England    | Sheffield City Hall                     |
| 6. Juli 1973                                          | Birmingham          | England    | Birmingham Odeon                        |
| 9. Juli 1973                                          | Leicester           | England    | Odeon                                   |
| 10. Juli 1973 (wurde auf Audiobootleg veröffentlicht) | Newcastle upon Tyne | England    | Newcastle City Hall                     |

## Wings Over the World Tour

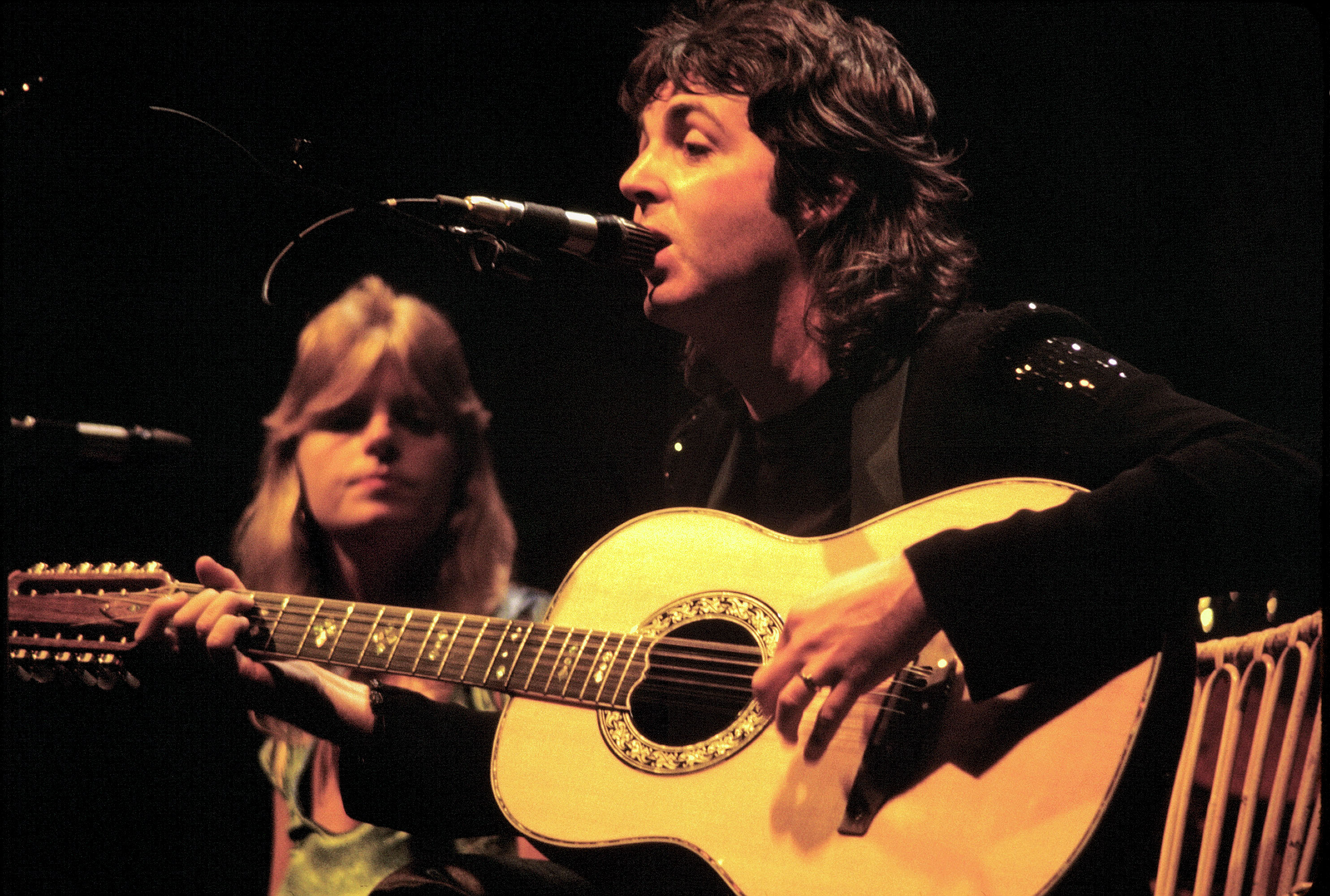
Paul McCartney und Linda McCartney

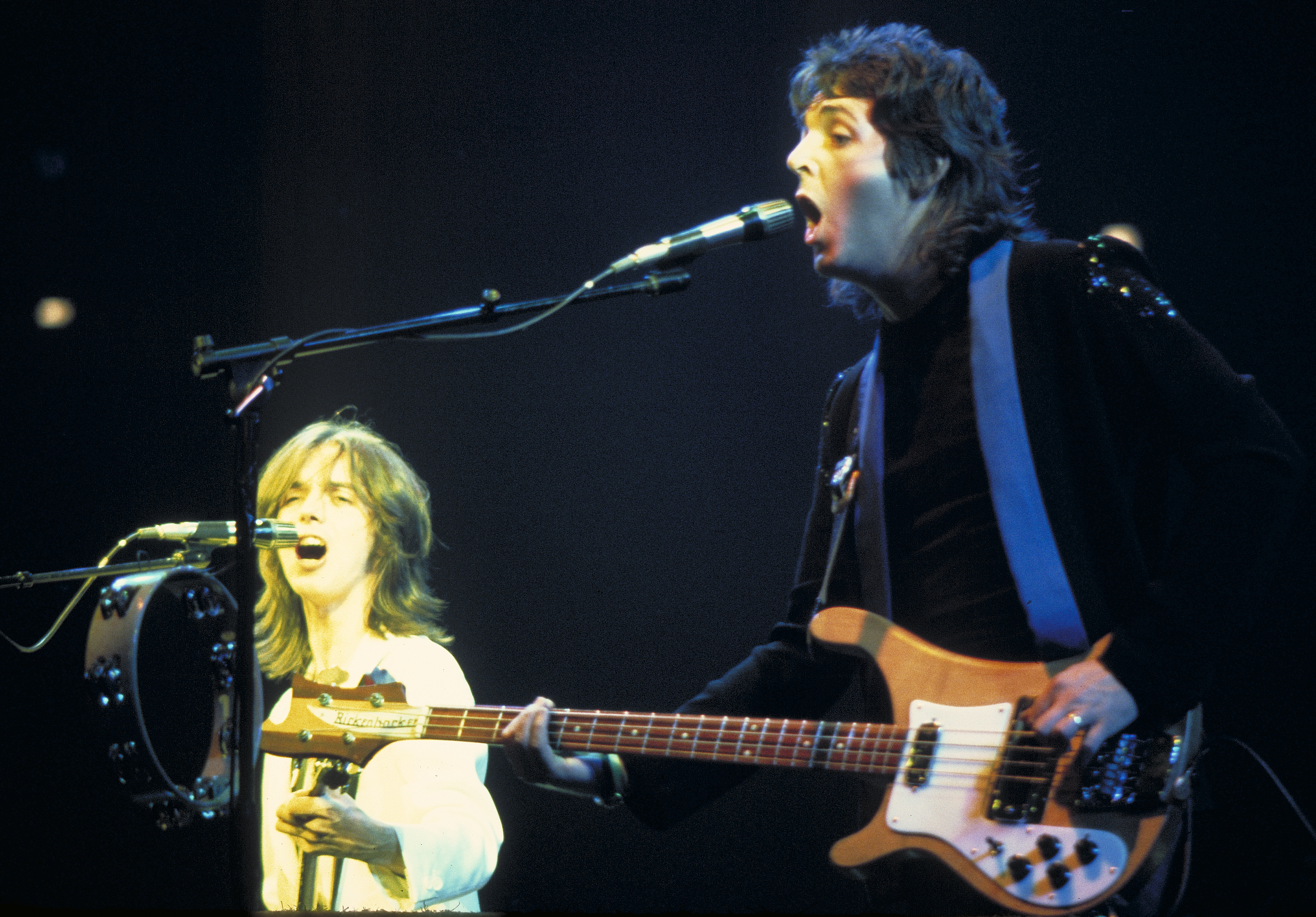
Jimmy McCulloch und Paul McCartney

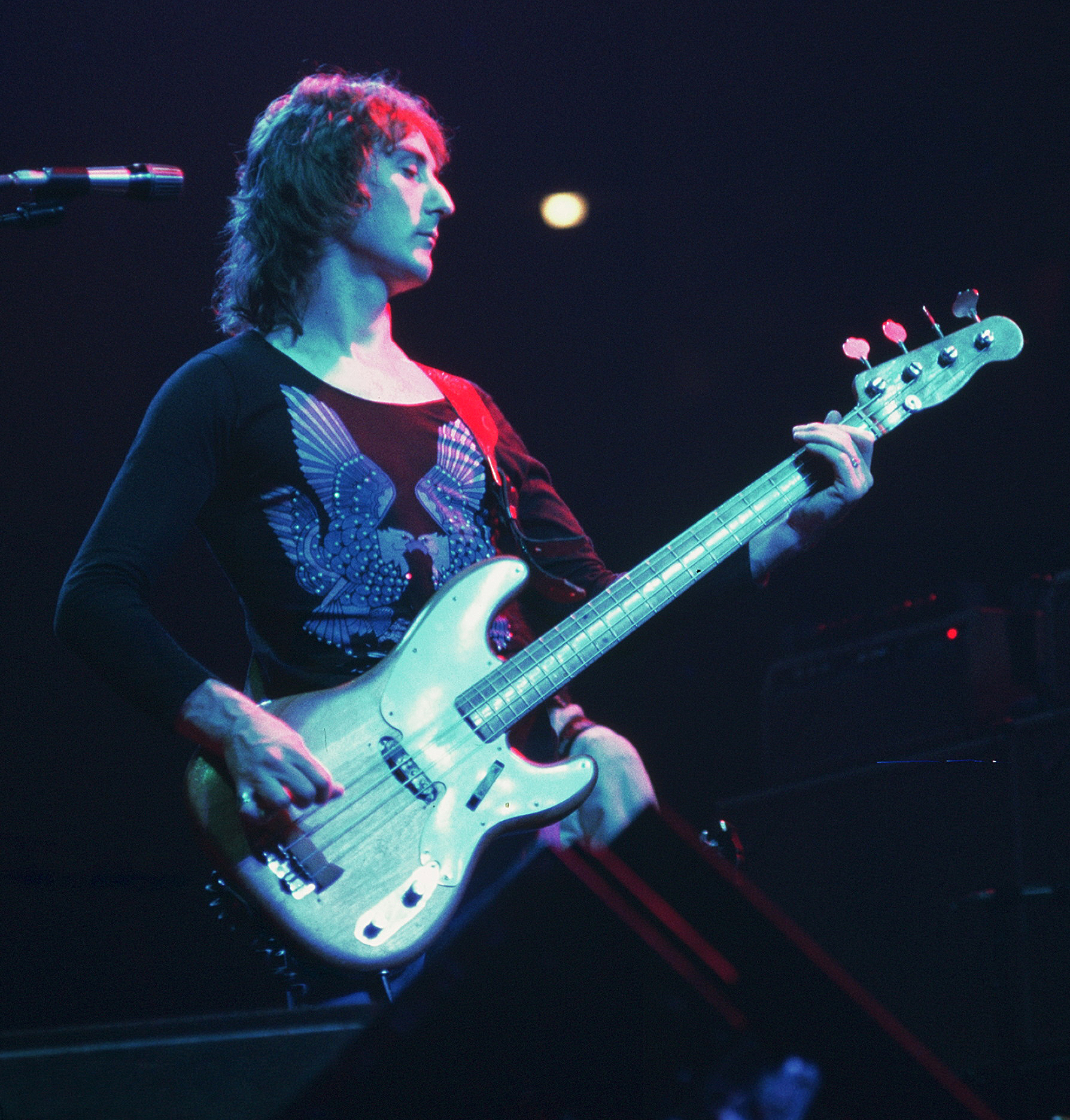
Denny Laine

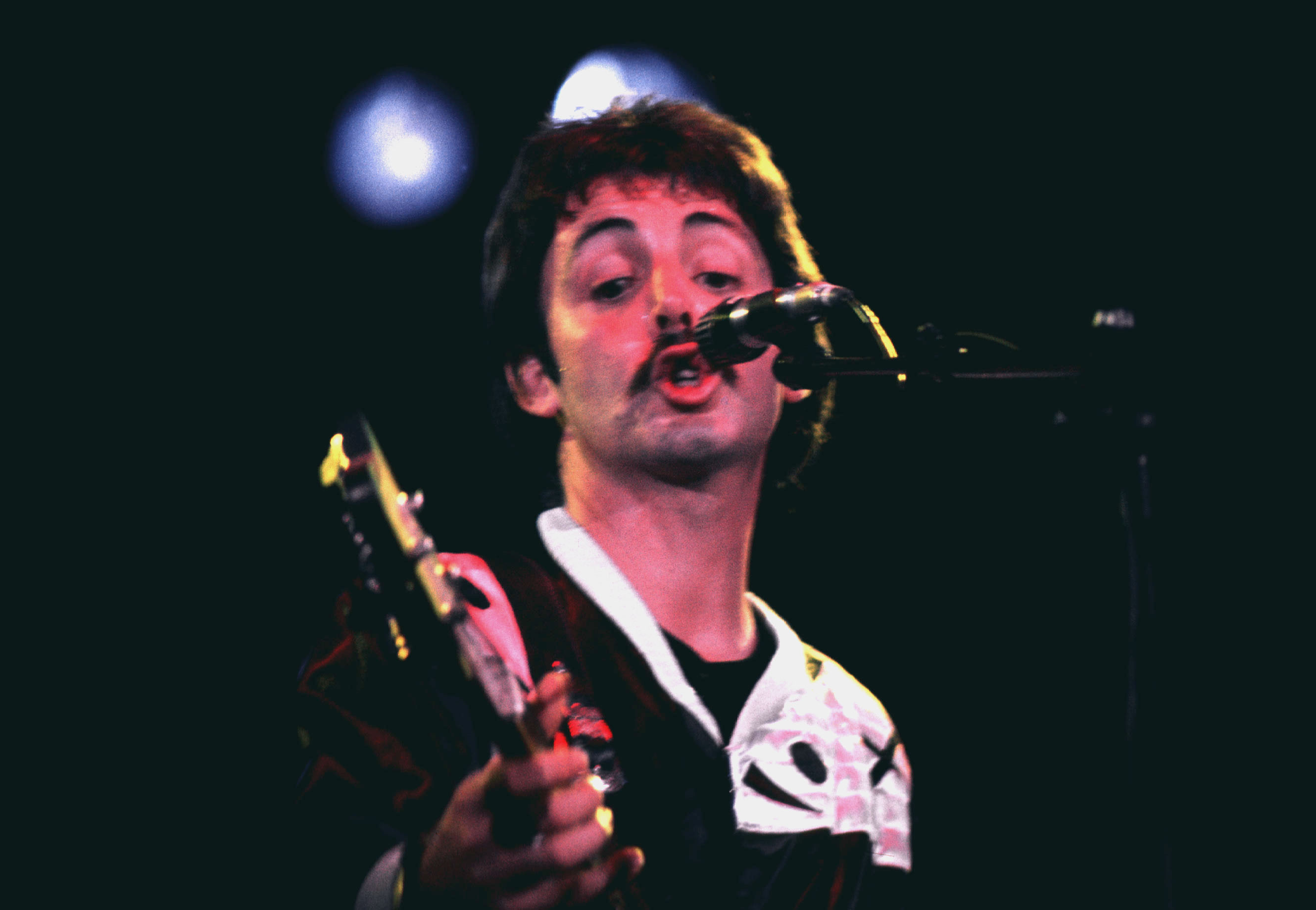
Paul McCartney

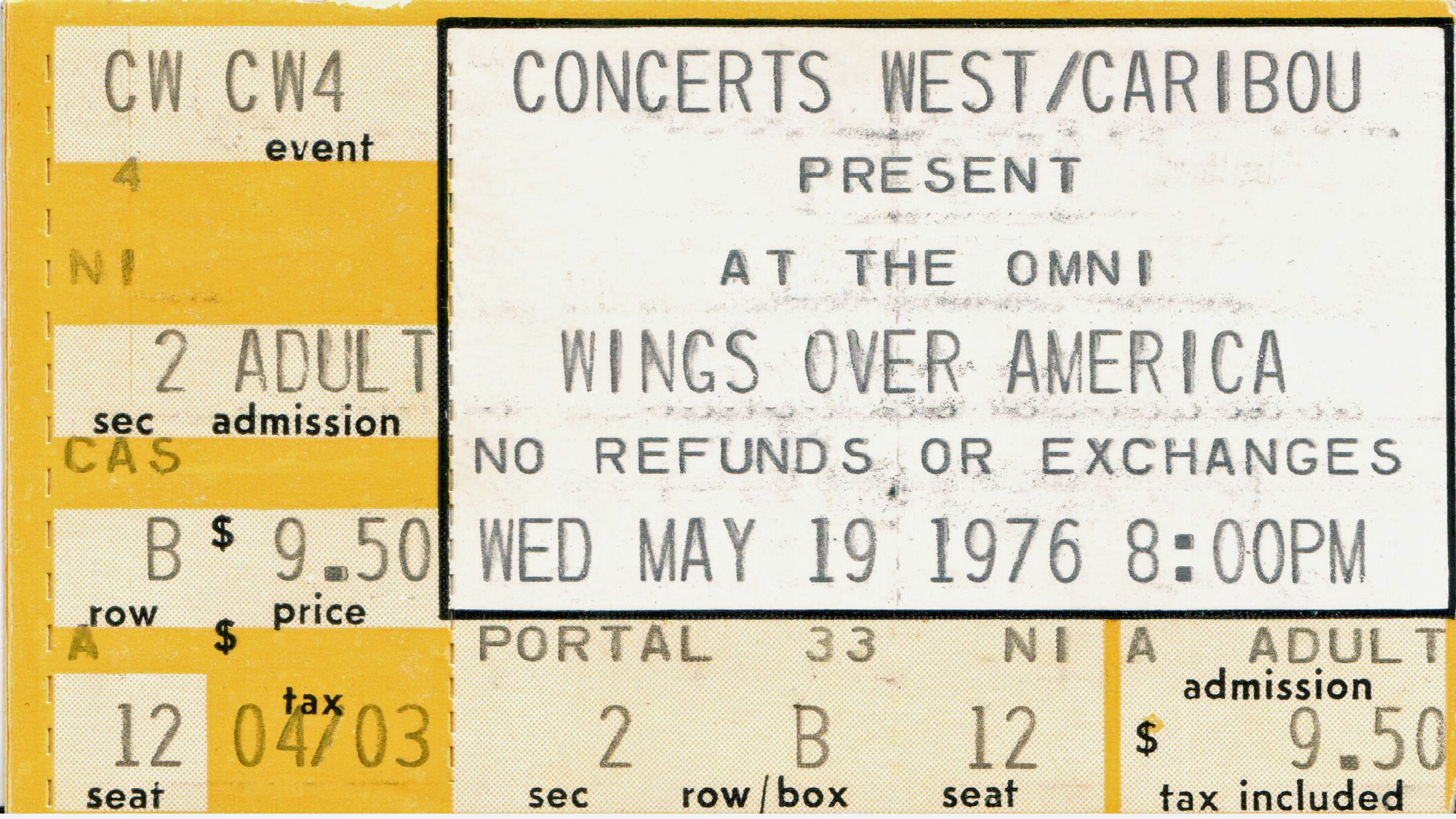
Konzertkarte, 19. Mai 1976

### Besetzung
- Paul McCartney: Gesang, Bass, Akustikgitarre, Keyboard, Klavier
- Linda McCartney: Keyboard, Hintergrundgesang, Klavier, Perkussion
- Denny Laine: Gesang, Gitarre, Bass, Klavier, Perkussion, Mundharmonika
- Jimmy McCulloch: Gesang, Leadgitarre, Akustikgitarre, Bass
- Joe English: Schlagzeug, Hintergrundgesang
- Tony Dorsey: Posaune
- Thaddeus Richard: Saxofon, Klarinette, Flöte
- Steve Howard: Trompete, Flügelhorn, Perkussion
- Howie Casey: Saxofon, Perkussion

### Erläuterungen
Die erste und letzte Welttournee der Wings unter der Bezeichnung „Wings Over the World Tour“, aus der auch das  Live-Album Wings over America (Dezember 1976) hervorging, fand in 1975/1976 statt. Im Mai 2013 wurde das Album im Rahmen der Paul McCartney Archive Collection unter anderem mit dem zusätzlichen Livealbum Wings over San Francisco (Live at The Cow Palace) wiederveröffentlicht. Erstmals waren die neuen Mitglieder Gitarrist Jimmy McCulloch und Schlagzeuger Joe English mit auf Tournee. Die Konzerthallen waren deutlich größer als in den vorherigen Tourneen, so spielten sie unter anderem in Seattle vor über 60.000 Menschen. Der Konzertfilm Rockshow wurde im Juni 1976, während der Welt-Tournee in Nordamerika, aufgenommen und hatte seine Kinopremiere im November 1980. Rund eine Million Menschen besuchten 66 Shows auf drei Kontinenten – Australien, Europa und Nordamerika, wo sie als „Wings Over America Tour“ bekannt war und McCartneys erste Konzertauftritte seit der letzten Beatles-Tour im Jahr 1966 darstellte. Eine Tournee durch Japan war ebenfalls geplant, wurde aber von den dortigen Behörden abgesagt, weil McCartney 1972 wegen Marihuana in Schweden verhaftet worden war.
Die Tour folgte auf zwei Veröffentlichungen von Wings-Alben: Venus and Mars und Wings at the Speed of Sound.  Erstmals entschied Paul McCartney fünf seiner komponierten Beatles-Songs zu spielen. Bei den Interpretationen von Yesterday und The Long and Winding Road wurden Bläserarrangements anstelle der originalen Streicher verwendet.

### Setliste
Die Setliste stammt von der offiziellen Webseite von Paul McCartney.
1975er Tour:
1. Venus and Mars/Rock Show /Jet
2. Let Me Roll It
3. Spirits Of Ancient Egypt
gesungen von Denny Laine
4. Little Woman Love
5. C Moon
6. Maybe I’m Amazed
7. Lady Madonna
8. The Long and Winding Road
9. Medicine Jar
gesungen von Jimmy McCulloch
10. Soily
11. Picasso's Last Words
12. Richard Cory
gesungen von Denny Laine
13. Bluebird
14. I’ve Just Seen a Face
15. Blackbird
16. Yesterday
17. You Gave Me the Answer
18. Magneto And Titanium Man
19. Go Now
gesungen von Denny Laine
20. Junior's Farm
21. Letting Go
22. Live and Let Die
23. Call Me Back Again
24. My Love
25. Listen to What the Man Said
26. Band on the Run
27. Hi Hi Hi

1976er Tour:
1. Venus And Mars/Rock Show/Jet
2. Let Me Roll It
3. Spirits Of Ancient Egypt
4. Medicine Jar
5. Maybe I'm Amazed
6. Call Me Back Again
7. Lady Madonna
8. The Long and Winding Road
9. Live And Let Die
10. Picasso's Last Words
11. Richard Cory
12. Bluebird
13. I've Just Seen A Face
14. Blackbird
15. Yesterday
16. You Gave Me the Answer
17. Magneto And Titanium Man
18. My Love
19. Listen To What the Man Said
20. Let ’Em In
21. Time To Hide
gesungen von Denny Laine
22. Silly Love Songs
23. Beware My Love
24. Letting Go
25. Band On The Run
26. Hi Hi Hi
27. Soily

Das Lied Go Now wurde am 23. Juni 1976 in Los Angeles gespielt.

### Konzerte
| Datum                                                                | Stadt               | Land                 | Auftrittsort                      |
| Europa                                                               | Europa              | Europa               | Europa                            |
| -------------------------------------------------------------------- | ------------------- | -------------------- | --------------------------------- |
| 9. September 1975                                                    | Southampton         | England              | Gaumont Theatre                   |
| 10. September 1975                                                   | Bristol             | England              | Bristol Hippodrome                |
| 11. September 1975                                                   | Cardiff             | Wales                | Capitol Theatre                   |
| 12. September 1975                                                   | Manchester          | England              | Free Trade Hall                   |
| 13. September 1975                                                   | Birmingham          | England              | Birmingham Hippodrome             |
| 15. September 1975                                                   | Liverpool           | England              | Liverpool Empire Theatre          |
| 16. September 1975                                                   | Newcastle upon Tyne | England              | Newcastle City Hall               |
| 17. September 1975                                                   | London              | England              | Hammersmith Odeon                 |
| 18. September 1975                                                   | London              | England              | Hammersmith Odeon                 |
| 20. September 1975                                                   | Edinburgh           | Schottland           | Usher Hall                        |
| 21. September 1975                                                   | Glasgow             | Schottland           | The Apollo                        |
| 22. September 1975                                                   | Aberdeen            | Schottland           | Capitol Theatre                   |
| 23. September 1975                                                   | Dundee              | Schottland           | Caird Hall                        |
| Australien                                                           |                     |                      |                                   |
| 1. November 1975 (wurde teilweise auf Audiobootleg veröffentlicht)   | Perth               | Australien           | Perth Entertainment Centre        |
| 4. November 1975                                                     | Adelaide            | Australien           | Apollo Stadium                    |
| 5. November 1975                                                     | Adelaide            | Australien           | Apollo Stadium                    |
| 7. November 1975                                                     | Sydney              | Australien           | Hordern Pavilion                  |
| 8. November 1975                                                     | Sydney              | Australien           | Hordern Pavilion                  |
| 10. November 1975                                                    | Brisbane            | Australien           | Brisbane Festival Hall            |
| 11. November 1975                                                    | Brisbane            | Australien           | Brisbane Festival Hall            |
| 13. November 1975                                                    | Melbourne           | Australien           | Sidney Myer Music Bowl            |
| 14. November 1975                                                    | Melbourne           | Australien           | Sidney Myer Music Bowl            |
| Europa                                                               |                     |                      |                                   |
| 20. März 1976                                                        | Kopenhagen          | Dänemark             | Falkoner Center                   |
| 21. März 1976 (wurde auf Audiobootleg veröffentlicht)                | Kopenhagen          | Dänemark             | Falkoner Center                   |
| 23. März 1976                                                        | Berlin              | Deutschland          | Deutschlandhalle                  |
| 25. März 1976                                                        | Rotterdam           | Niederlande          | Rotterdam Ahoy                    |
| 26. März 1976 (wurde auf Audiobootleg veröffentlicht)                | Paris               | Frankreich           | Pavillon de Paris                 |
| Nordamerika                                                          |                     |                      |                                   |
| 3. Mai 1976 (wurde auf Audiobootleg veröffentlicht)                  | Fort Worth          | USA                  | Fort Worth Convention Center      |
| 4. Mai 1976                                                          | Houston             | USA                  | Lakewood Church Central Campus    |
| 7. Mai 1976                                                          | Detroit             | USA                  | Detroit Olympia                   |
| 8. Mai 1976                                                          | Detroit             | USA                  | Detroit Olympia                   |
| 9. Mai 1976 (wurde teilweise auf Audiobootleg veröffentlicht)        | Toronto             | Kanada               | Maple Leaf Gardens                |
| 10. Mai 1976                                                         | Richfield           | USA                  | Richfield Coliseum                |
| 12. Mai 1976                                                         | Philadelphia        | USA                  | The Spectrum                      |
| 14. Mai 1976                                                         | Philadelphia        | USA                  | The Spectrum                      |
| 15. Mai 1976 (wurde auf Audiobootleg veröffentlicht)                 | Landover            | USA                  | Capital Centre                    |
| 16. Mai 1976                                                         | Landover            | USA                  | Capital Centre                    |
| 18. Mai 1976                                                         | Atlanta             | USA                  | Omni Coliseum                     |
| 19. Mai 1976 (wurde teilweise auf Audiobootleg veröffentlicht)       | Atlanta             | USA                  | Omni Coliseum                     |
| 21. Mai 1976                                                         | Uniondale           | USA                  | Nassau Veterans Memorial Coliseum |
| 22. Mai 1976 (wurde auf Audiobootleg veröffentlicht)                 | Boston              | USA                  | Boston Garden                     |
| 24. Mai 1976                                                         | New York City       | USA                  | Madison Square Garden             |
| 25. Mai 1976 (wurde auf Audiobootleg veröffentlicht)                 | New York City       | USA                  | Madison Square Garden             |
| 27. Mai 1976                                                         | Cincinnati          | USA                  | Riverfront Coliseum               |
| 29. Mai 1976                                                         | Kansas City         | USA                  | Kemper Arena                      |
| 31. Mai 1976                                                         | Chicago             | USA                  | Chicago Stadium                   |
| 1. Juni 1976                                                         | Chicago             | USA                  | Chicago Stadium                   |
| 2. Juni 1976                                                         | Chicago             | USA                  | Chicago Stadium                   |
| 4. Juni 1976                                                         | Saint Paul          | USA                  | St. Paul Civic Center             |
| 7. Juni 1976                                                         | Denver              | USA                  | McNichols Sports Arena            |
| 10. Juni 1976 (wurde auf Audiobootleg veröffentlicht)                | Seattle             | USA                  | Kingdome                          |
| 13. Juni 1976                                                        | Daly City           | USA                  | Cow Palace                        |
| 14. Juni 1976 (wurde teilweise auf Audiobootleg veröffentlicht)      | Daly City           | USA                  | Cow Palace                        |
| 16. Juni 1976 (wurde teilweise auf Audiobootleg veröffentlicht)      | San Diego           | USA                  | San Diego Sports Arena            |
| 18. Juni 1976                                                        | Tucson              | USA                  | Tucson Community Center           |
| 21. Juni 1976 (wurde teilweise auf Audiobootleg veröffentlicht)      | Inglewood           | USA                  | The Forum                         |
| 22. Juni 1976 (wurde auf Audiobootleg veröffentlicht)                | Inglewood           | USA                  | The Forum                         |
| 23. Juni 1976 (wurde auf Audiobootleg veröffentlicht)                | Inglewood           | USA                  | The Forum                         |
| Europa                                                               |                     |                      |                                   |
| 19. September 1976                                                   | Wien                | Österreich           | Wiener Stadthalle                 |
| 21. September 1976                                                   | Zagreb              | Jugoslawien-Kroatien | Dom Sportova                      |
| 25. September 1976 (wurde teilweise auf Audiobootleg veröffentlicht) | Venedig             | Italien              | Piazza San Marco                  |
| 27. September 1976                                                   | München             | Deutschland          | Olympiahalle München              |
| 19. Oktober 1976                                                     | London              | England              | Wembley Arena                     |
| 20. Oktober 1976                                                     | London              | England              | Wembley Arena                     |
| 21. Oktober 1976                                                     | London              | England              | Wembley Arena                     |

## Wings UK Tour 1979

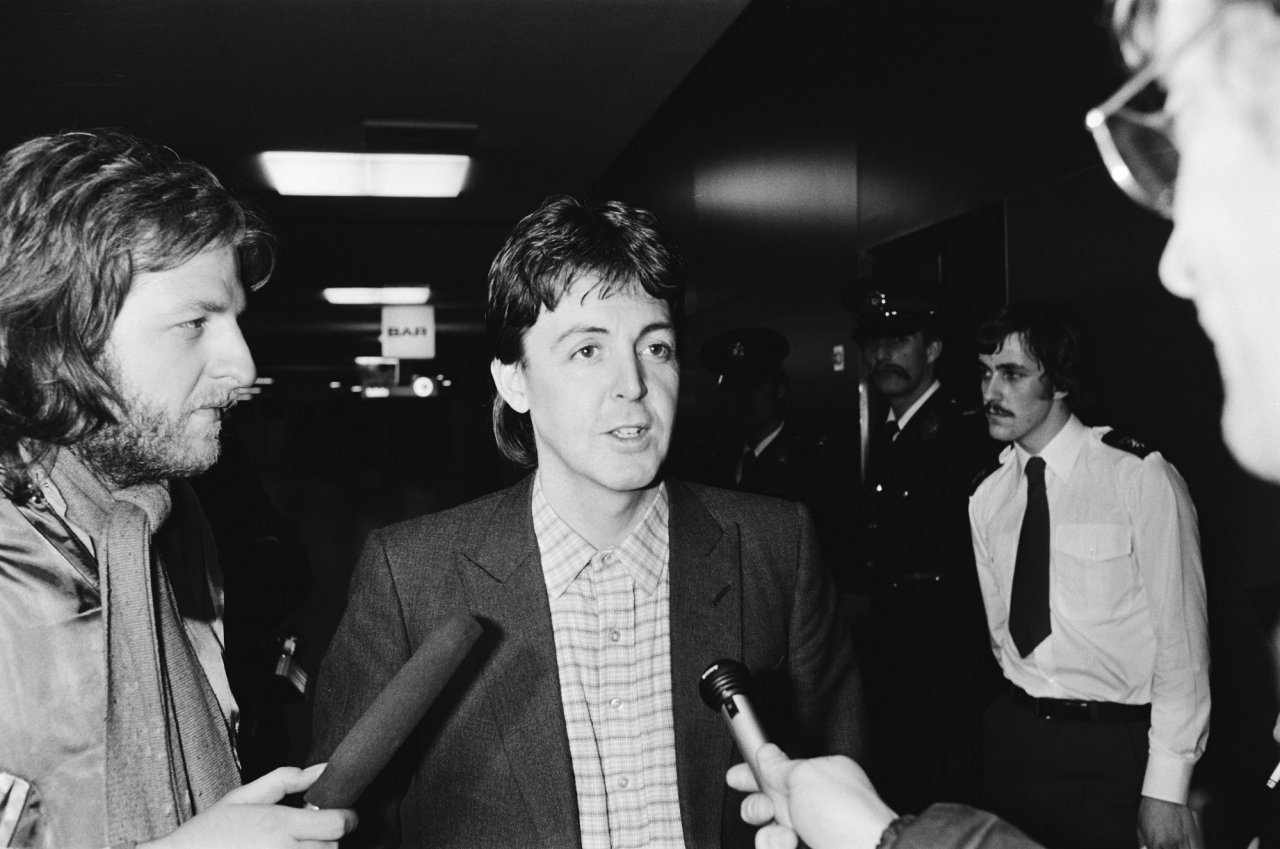
Paul McCartney am 26. Januar 1980, nachdem er aus Japan ausgewiesen wurde

### Besetzung
- Paul McCartney: Gesang, Akustikgitarre, E-Gitarre, Bass, Klavier
- Linda McCartney: Keyboard, Perkussion, Hintergrundgesang
- Denny Laine: Gesang, E-Gitarre, Hintergrundgesang
- Laurence Juber: E-Gitarre, Akustikgitarre
- Steve Holley: Schlagzeug
- Tony Dorsey: Posaune
- Thaddeus Richard: Saxofon
- Steve Howard: Trompete
- Howie Casey: Saxofon

### Erläuterungen
In 1979 gingen die Wings letztmals auf Tournee; es erfolgten lediglich Konzerte in Großbritannien. Erstmals waren die neuen Mitglieder Gitarrist Laurence Juber und Schlagzeuger Steve Holley mit auf Tournee. Am 23. November 1979 begannen die Wings eine 19-tägige Konzerttournee durch das Vereinigte Königreich, um ihr Album Back to the Egg zu promoten. Der größte Veranstaltungsort war Wembley Arena, wo jeden Abend mehr als 10.000 Menschen kamen. Tickets für die Wembley-Shows kosteten zwischen 5 und 5,50 £. Von dem Konzert am 17. Dezember 1979 in Glasgow wurde das Lied Coming Up als B-Seite der Paul-McCartney-Single Coming Up (Studio Version) im April 1980 veröffentlicht. Drei weitere Glasgow-Liveaufnahmen erschienen im Juni 2011 anlässlich der Wiederveröffentlichung des Albums McCartney: Every Night, Hot as Sun und Maybe I’m Amazed.
Im Hammersmith Odeon fanden vom 26. bis zum 29. Dezember 1979 vier von Paul McCartney und Kurt Waldheim, dem Generalsekretär der UNO, organisierte Wohltätigkeitskonzerte für die Einwohner von Kambodscha statt. Im Rahmen dieser Konzertreihe gaben die Wings am 29. Dezember 1979 ihr letztes Konzert. Teile der Konzerte wurden im März 1981 auf der Doppel-Vinyl-LP Concert for the People of Kampuchea veröffentlicht.
Eine Wings-Tournee durch Japan kam im Januar 1980 nicht zustande, weil McCartney bei der Einreise wegen Haschischbesitzes verhaftet wurde.

### Setliste
Die Setliste stammt von der offiziellen Webseite von Paul McCartney.
1. Got to Get You into My Life
2. Getting Closer
3. Every Night
4. Again And Again And Again
gesungen von Denny Laine
5. I've Had Enough
6. No Words
gesungen von Denny Laine
7. Cook Of the House
gesungen von Linda McCartney
8. Old Siam, Sir
9. Maybe I’m Amazed
10. The Fool on the Hill
11. Let It Be
12. Hot As Sun/Glasses
13. Spin It On
14. Twenty Flight Rock
15. Go Now
gesungen von Denny Laine
16. Arrow Through Me
17. Wonderful Christmastime
18. Coming Up
19. Goodnight Tonight
20. Yesterday
21. Mull of Kintyre
22. Band on the Run

Beim Concert for the People of Campuchea spielten die Wings mit weiteren Künstlern noch folgende drei Lieder:
1. Lucille
2. Let It Be
3. Rockestra Theme

### Konzerte
| Datum                                                               | Stadt               | Land       | Auftrittsort        |
| ------------------------------------------------------------------- | ------------------- | ---------- | ------------------- |
| 23. November 1979                                                   | Liverpool           | England    | Royal Court Theatre |
| 24. November 1979 (wurde teilweise auf Audiobootleg veröffentlicht) | Liverpool           | England    | Royal Court Theatre |
| 25. November 1979                                                   | Liverpool           | England    | Royal Court Theatre |
| 26. November 1979                                                   | Liverpool           | England    | Royal Court Theatre |
| 28. November 1979                                                   | Manchester          | England    | Manchester Apollo   |
| 29. November 1979                                                   | Manchester          | England    | Manchester Apollo   |
| 1. Dezember 1979                                                    | Southampton         | England    | Mayflower Theatre   |
| 2. Dezember 1979                                                    | Brighton            | England    | Brighton Centre     |
| 3. Dezember 1979                                                    | London              | England    | Lewisham Odeon      |
| 5. Dezember 1979 (wurde teilweise auf Audiobootleg veröffentlicht)  | London              | England    | The Rainbow Theatre |
| 7. Dezember 1979                                                    | London              | England    | Wembley Arena       |
| 8. Dezember 1979                                                    | London              | England    | Wembley Arena       |
| 9. Dezember 1979                                                    | London              | England    | Wembley Arena       |
| 10. Dezember 1979                                                   | London              | England    | Wembley Arena       |
| 12. Dezember 1979                                                   | Birmingham          | England    | Birmingham Odeon    |
| 14. Dezember 1979                                                   | Newcastle upon Tyne | England    | Newcastle City Hall |
| 15. Dezember 1979                                                   | Edinburgh           | Schottland | Edinburgh Odeon     |
| 16. Dezember 1979                                                   | Glasgow             | Schottland | The Apollo          |
| 17. Dezember 1979 (wurde auf Audiobootleg veröffentlicht)           | Glasgow             | Schottland | The Apollo          |
| 29. Dezember 1979 (wurde auf Audiobootleg veröffentlicht)           | London              | England    | Hammersmith Odeon   |